# Henri Saivet
Henri Saivet (Dakar, 1990. október 26. –) szenegáli-francia labdarúgó, az angol Newcastle United középpályása.

## Pályafutása

### A válogatottban
2013 és 2019 között 31 alkalommal szerepelt a szenegáli válogatottban és egy gólt szerzett. Tagja volt a 2019-es afrikai nemzetek kupáján ezüstérmet szerző csapatnak.